# Pożary buszu w Wiktorii (2009)

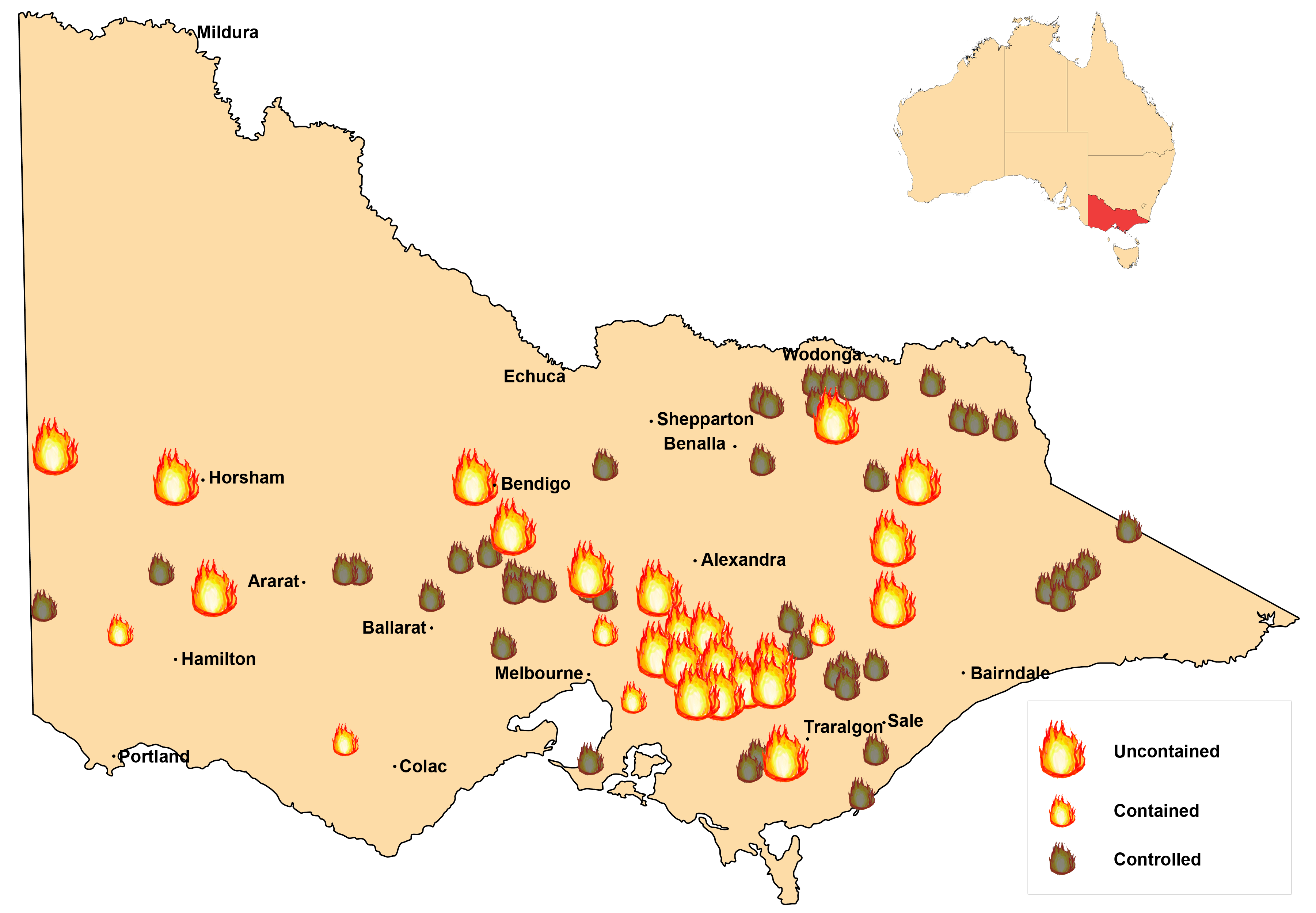
Miejsca pożarów

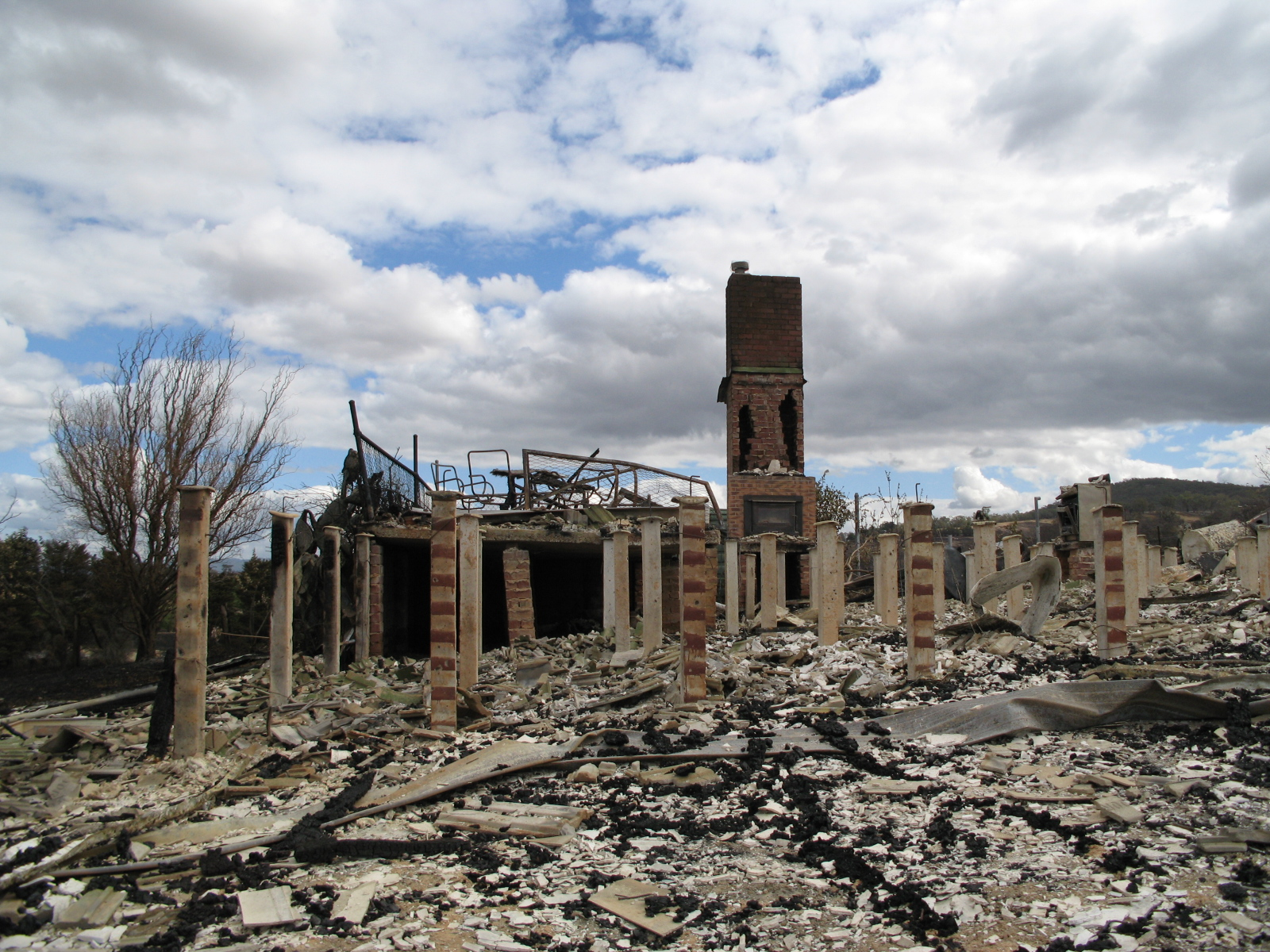
Yarra Glen po przejściu pożaru (40 km NEE od centrum Melbourne, 12 lutego 2009)

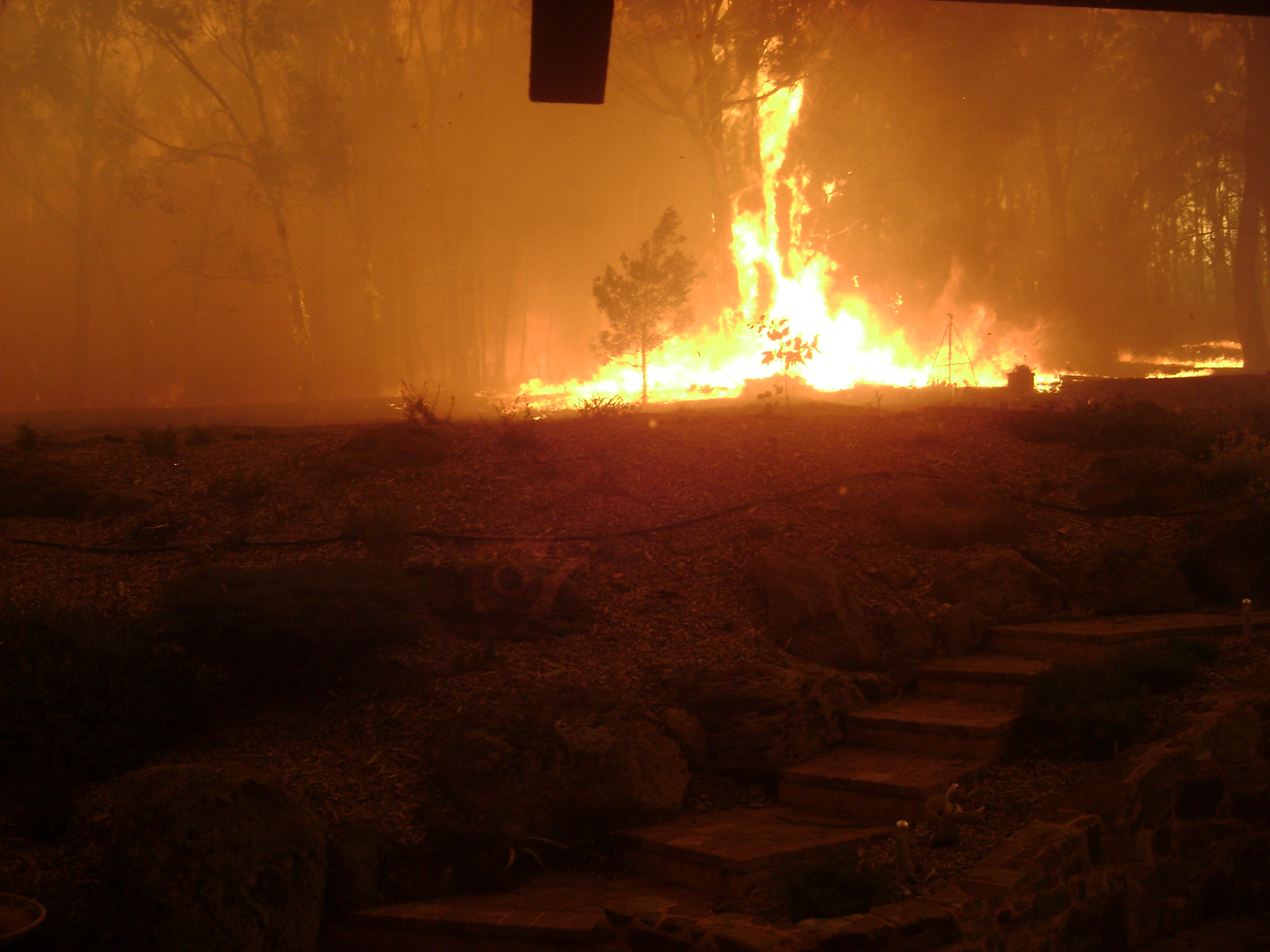
Busz płonący 7 lutego

Pożary buszu w Wiktorii w 2009, czarna sobota – seria pożarów w australijskim stanie Wiktoria w 2009 roku, w wyniku których zginęły 173 osoby, w 78 miastach i miejscowościach spłonęło ponad 2000 domów, najtragiczniejsza klęska żywiołowa w dziejach Australii.
Niektóre z pożarów zostały wzniecone przez podpalaczy, większość z nich ma jednak związek z niezwykłą falą upałów i rekordowo wysokimi temperaturami w Australii w tym czasie. Są to najgorsze pożary od czasu tzw. Ash Wednesday w 1983, kiedy w ciągu 12 godzin na terenach Australii Południowej i Wiktorii zapłonęło ponad 180 pożarów, powodując śmierć 75 osób. Pożary buszu w Australii, trudne do opanowania ze względu na pirofityczny charakter roślinności, klasyfikowane są według stopnia zagrożenia i możliwości ich ugaszenia. Na tej skali 100 punktów oznacza pożar niemożliwy do powstrzymania; pożary w 2009 zostały ocenione na 400 pkt.
Na przełomie stycznia i lutego 2009 na terenach południowo-wschodniej Australii miała miejsce fala upałów spowodowana przez bardzo wolno poruszający się wyż atmosferyczny, który powstał nad Morzem Tasmana w połączeniu z cyklonem tropikalnym znajdującym się w pobliżu północnego wybrzeża Australii Zachodniej i tropikalną strefą konwergencji w Queensland, co „zamknęło” gorące powietrze nad obszarami Australii Południowej i Wiktorii. W Adelaide przez 13 dni maksymalna temperatura przekraczała +33 °C (ustanowiono także nowy rekord najniższej temperatury – 29 stycznia minimalna temperatura w Adelajdzie wynosiła +33,9 °C o północy), w Mildura zanotowano 12 kolejnych dni z temperaturą maksymalną wynosząca ponad +40 °C, w Melbourne maksymalne temperatury przez 12 dni wynosiły ponad +28 °C, a 7 lutego zanotowano najgorętszy dzień, od czasu kiedy rozpoczęto prowadzić zapiski na ten temat w 1855 r. +46,4 °C. Rekordowe temperatury zanotowano także w Wagga Wagga (+45,2 °C) oraz Albury-Wodonga (+44,8 °C).
Pierwsze pożary miały miejsce w sobotę 7 lutego, szczególnie ucierpiały miasta Kinglake i Marysville, według jednego z raportów w Marysville ocalał tylko jeden dom. Pożary wybuchły także w pobliżu Melbourne i zagroziły niektórym dzielnicom tego miasta, zamknięto szereg linii kolejowych oraz trans-australijskie autostrady Hume Highway i Princes Freeway. Do czwartku 12 lutego większość pożarów wygasła bądź została opanowana ale dzień wcześniej w rejonie Beechworth wybuchło kilka nowych pożarów, najprawdopodobniej wznieconych specjalnie przez podpalaczy. Największym skupiskiem pożarów jest „Maroondah-Yarra Complex Fire” mniej więcej w dolinie rzeki Yarra, 30–50 km na wschód od centrum Melbourne.
Natychmiastową pomoc dla wszystkich osób dotkniętych pożarami zadeklarowali premier Wiktorii John Brumby oraz premier Australii Kevin Rudd, który obiecał także pomoc wojska australijskiego. Rzecznik prasowy policji stanu Wiktoria oświadczył, że złapani podpalacze mogą zostać oskarżeni o zabójstwo.
W Australii rozpoczęto zbieranie pieniędzy dla ofiar pożarów, tylko w ciągu dwóch pierwszych dni zebrano ponad 30 milionów dolarów, a do piątku 14 lutego zebrano ponad 100 milionów. W akcję zaangażowało się wiele australijskich gwiazd, m.in. piosenkarka Dannii Minogue.
W piątek 13 lutego zatrzymano pierwszą osobę oskarżoną o umyślne podpalenie buszu. 39-letni mężczyzna rozpalił pożar, w wyniku którego zginęło 21 osób i spaliło się 36 tys. hektarów.
W niedzielę 15 lutego wybuchły kolejne pożary w okolicach Dandenong Ranges National Park.
Niedziela 22 lutego została ogłoszona dniem żałoby narodowej
W poniedziałek i wtorek 23 i 24 lutego strażacy walczyli z pożarami na terenach przylegających do Melbourne.